# Duarte Fernandes
Duarte Fernandes – portugalski podróżnik i dyplomata, jako pierwszy Europejczyk nawiązał stosunki dyplomatyczne z Tajlandią w 1511 roku. Działał pod rozkazami Alfonso de Albuquerque, wicekróla Indii.